# Microcharon doueti
Microcharon doueti is een pissebed uit de familie Lepidocharontidae. De wetenschappelijke naam van de soort is voor het eerst geldig gepubliceerd in 1968 door Coineau.